# Klubi Sportiv Bylis Ballsh 2013-2014

## Rosa
Aggiornata al 23 febbraio 2014.
| N. |                    | Ruolo | Calciatore            |
| -- | ------------------ | ----- | --------------------- |
| 1  | Albania (bandiera) | P     | Mario Memaj           |
| 2  | Albania (bandiera) | D     | Bledion Guga          |
| 3  | Albania (bandiera) | C     | Endrit Idrizaj        |
| 4  | Albania (bandiera) | A     | Albano Caushaj        |
| 5  | Albania (bandiera) | C     | Elton Basriu          |
| 6  | Albania (bandiera) | D     | Maringlen Shoshi      |
| 7  | Albania (bandiera) | C     | Agim Meto             |
| 8  | Albania (bandiera) | C     | Armend Kastrati       |
| 9  | Albania (bandiera) | C     | Bekim Kuli (capitano) |
| 11 | Nigeria (bandiera) | A     | Michael Ikpe          |
| 12 | Albania (bandiera) | P     | Shkëlzen Ruçi         |
| 13 | Albania (bandiera) | C     | Julian Gërxho         |
| 14 | Albania (bandiera) | C     | Oriand Abazaj         |
| 16 | Albania (bandiera) | C     | Xhuljo Tahiraj        |
| 17 | Albania (bandiera) | C     | Denis Kurti           |
| 19 | Albania (bandiera) | C     | Endri Bakiu           |

| N. |                     | Ruolo | Calciatore         |
| -- | ------------------- | ----- | ------------------ |
| 22 | Albania (bandiera)  | C     | Xhynejt Çutra      |
| 23 | Albania (bandiera)  | D     | Albi Llënga        |
| 24 | Albania (bandiera)  | C     | Eneo Sulkja        |
| 32 | Slovenia (bandiera) | A     | Patrik Bordon      |
| 52 | Albania (bandiera)  | C     | Shkëlzen Kelmendi  |
| 77 | Albania (bandiera)  | P     | Stivi Frashëri     |
| -  | Albania (bandiera)  | P     | Dhimitrios Dhima   |
| -  | Albania (bandiera)  | D     | Saimir Idrizi      |
| -  | Nigeria (bandiera)  | C     | Adewale Mohammed   |
| -  | Albania (bandiera)  | C     | Lulzim Doshlaku    |
| -  | Albania (bandiera)  | C     | Ilir Kastrati      |
| -  | Albania (bandiera)  | C     | Ager Kollozi       |
| -  | Albania (bandiera)  | C     | Romario Prifti     |
| -  | Albania (bandiera)  | A     | Qemal Mustafaraj   |
| -  | Nigeria (bandiera)  | A     | Christopher Elijah |
| -  | Albania (bandiera)  | A     | Alban Shillova     |